# Giraltovce
Giraltovce (mađ. Girált) grad je u Prešovskom kraju u istočnoj Slovačkoj. Upravno pripada Okrugu Svidník.

## Povijest
Prvi pisani spomen o gradu Giraltovce datira iz 1383. godine pod imenom Giralth.

## Stanovništvo
| Godina:     | 1993. | 2003.   | 2013.   | 2023.   |
| ----------- | ----- | ------- | ------- | ------- |
| Broj ljudi: | 4131  | 4194    | 4146    | 3997    |
| Razlika:    |       | +1,52 % | -1,14 % | -3,59 % |

| Godina:     | 2022. | 2023.   |
| ----------- | ----- | ------- |
| Broj ljudi: | 3991  | 3997    |
| Razlika:    |       | +0,15 % |

Po popisu stanivništva iz 2005. godine grad je imao 4182 stanovnika.
- Slovaci 95,01 %
- Romi 3,58 %
- Rusini 0,41 %
- Ukrajinci 0,33 %
- Česi 0,21 %

Prema vjeroispovijesti najviše je rimokatolika 59,82 %, luterana 23,20 %, grkokatolika 8,09 % i ateista 5,13 %.

## Vanjske poveznice
- Službena stranica grada

### Ostali projekti
|  | Zajednički poslužitelj ima još gradiva o temi Giraltovce |